# Challenger de Vicenza 2023
El torneo Internazionali di Tennis Città di Vicenza 2023 fue un torneo de tenis perteneció al ATP Challenger Tour 2023 en la categoría Challenger 75. Se trató de la 8ª edición; el torneo tuvo lugar en la ciudad de Vicenza (Italia), desde el 29 de mayo hasta el 4 de junio de 2023 sobre pista de tierra batida al aire libre.

## Jugadores participantes del cuadro de individuales
| Favorito | País                       | Jugador           | Rank1 | Posición en el torneo |
| -------- | -------------------------- | ----------------- | ----- | --------------------- |
| 1        | Bandera de Italia          | Francesco Passaro | 128   | Semifinales           |
| 2        | Bandera de Italia          | Luca Nardi        | 151   | Cuartos de final      |
| 3        | Bandera de República Checa | Vít Kopřiva       | 162   | Primera ronda         |
| 4        | Bandera de Italia          | Riccardo Bonadio  | 139   | Primera ronda         |
| 5        | Bandera de Italia          | Franco Agamenone  | 166   |                       |
| 6        | Bandera de Italia          | Mattia Bellucci   | 167   | Segunda ronda         |
| 7        | Bandera de Bélgica         | Kimmer Coppejans  | 159   | Primera ronda         |
| 8        | Bandera de Japón           | Sho Shimabukuro   | 178   | Primera ronda         |

- 1 Se ha tomado en cuenta el ranking del 22 de mayo de 2023.

### Otros participantes
Los siguientes jugadores recibieron una invitación (wild card), por lo tanto ingresan directamente al cuadro principal (WC):
- Luca Nardi
- Gabriele Piraino
- Lorenzo Rottoli

Los siguientes jugadores ingresan al cuadro principal tras disputar el cuadro clasificatorio (Q):
- Román Andrés Burruchaga
- Nerman Fatić
- Federico Gaio
- Vitaliy Sachko
- Nino Serdarušić
- Stefano Travaglia

## Campeones

### Individual Masculino
- Francisco Comesaña derrotó en la final a  Pablo Llamas Ruiz, 3–6, 6–2, 6–2

### Dobles Masculino
- Anirudh Chandrasekar /  Vijay Sundar Prashanth derrotaron en la final a  Fernando Romboli /  Marcelo Zormann, 6–3, 6–2